# ویکی‌پدیای والون
ویکی‌پدیای والونی نسخه والونی وب‌گاه ویکی‌پدیا است.  زبان والونی تا ۲۸ اوت ۲۰۱۱ با‌بیش‌از ۱۲,۰۰۰ مقاله در رده نود و نهم ویکی‌پدیاها قرار گرفته‌است.